# Club Sportivo Alba 2023-2024
Questa voce raccoglie le informazioni riguardanti il Club Sportivo Alba nelle competizioni ufficiali della stagione 2023-2024.

## Stagione
Nella stagione 2023-24 il Club Sportivo Alba assume la denominazione sponsorizzata di Tecnoteam Albese Volley Como.
Partecipa per la terza volta consecutiva al campionato di Serie A2 terminando il girone A della regular season al quinto posto in classifica; nella pool promozione giunge al sesto posto in classifica, mancando la qualificazione ai play-off promozione.

## Organigramma societario
Area direttiva
- Presidente: Crimella Graziano
- Team manager: Landoni Veronica
- Direttore sportivo: Mozzanica Gabriele

Area tecnica
- Allenatore: Mauro Chiappafreddo
- Allenatore in seconda: David Cardinali
- Assistente allenatore: Davide Biffi
- Scout Man: Emanuele Rizzi

Area comunicazione
- Addetto stampa: Romualdi Marco
- Fotografo: Bertola Sandro

Area sanitaria
- Preparatore atletico: Ferrari Matteo

## Rosa
| N° | Nome               | Ruolo | Data di nascita   | Nazionalità sportiva |
| -- | ------------------ | ----- | ----------------- | -------------------- |
| 1  | Carlotta Zanotto   | S     | 1º luglio 1993    | Italia               |
| 2  | Martina Veneriano  | C     | 3 marzo 1995      | Italia               |
| 3  | Silvia Fiori       | L     | 18 luglio 1994    | Italia               |
| 4  | Cecilia Nicolini   | P     | 18 giugno 1994    | Italia               |
| 7  | Valentina Brandi   | P     | 8 maggio 2004     | Italia               |
| 8  | Eva Zatkovič       | O     | 2 agosto 2001     | Slovenia             |
| 9  | Giorgia Bernasconi | C     | 16 settembre 2001 | Italia               |
| 10 | Daniela Bulaich    | S     | 5 settembre 1997  | Argentina            |
| 11 | Marika Longobardi  | S     | 2 marzo 1998      | Italia               |
| 16 | Giulia Patasce     | S     | 29 maggio 2004    | Italia               |
| 17 | Denise Meli        | C     | 9 aprile 2001     | Italia               |
| 18 | Elena Radice       | L     | 7 novembre 2004   | Italia               |

## Mercato
| Acquisti | Acquisti          | Acquisti      | Acquisti   |
| R.       | Nome              | da            | Modalità   |
| -------- | ----------------- | ------------- | ---------- |
| P        | Valentina Brandi  | Sant'Anna     | definitivo |
| S        | Daniela Bulaich   | Hermaea       | definitivo |
| L        | Silvia Fiori      | Helvia Recina | definitivo |
| S        | Marika Longobardi | Mondovì       | definitivo |
| C        | Denise Meli       | Trentino      | definitivo |
| S        | Giulia Patasce    | Perugia       | definitivo |
| S        | Carlotta Zanotto  | Cabiate       | definitivo |
| O        | Eva Zatkovič      | RC Cannes     | definitivo |

| Cessioni | Cessioni             | Cessioni         | Cessioni   |
| R.       | Nome                 | a                | Modalità   |
| -------- | -------------------- | ---------------- | ---------- |
| C        | Beatrice Badini      | Garlasco         | definitivo |
| S        | Valentina Cantaluppi | Offanengo        | definitivo |
| S        | Mariana Cassemiro    | Blumenau         | definitivo |
| O        | Alessia Conti        | Lecco Picco      | definitivo |
| C        | Michela Gallizioli   | Don Colleoni     | definitivo |
| S        | Alice Nardo          | Adolfo Consolini | definitivo |
| P        | Claudia Nicoli       | New Ripalta      | definitivo |
| S        | Chiara Pinto         | ?                | ?          |
| L        | Elena Rolando        | Chieri '76       | definitivo |
| O        | Federica Stroppa     | Helvia Recina    | definitivo |

## Risultati

### Serie A2

#### Girone di andata
| 1ª Giornata - 8 ottobre 2023 PalaFrancescucci, Casnate con Bernate        | Alba                  | 0 - 3 | Futura Giovani | 26-28, 21-25, 20-25               |
| 2ª Giornata - 15 ottobre 2023 PalaRescifina, Messina                      | Sant'Anna             | 3 - 1 | Alba           | 15-25, 30-28, 25-22, 25-20        |
| 3ª Giornata - 22 ottobre 2023 PalaFrancescucci, Casnate con Bernate       | Alba                  | 3 - 1 | Soverato       | 25-20, 28-26, 22-25, 25-10        |
| 4ª Giornata - 29 ottobre 2023 PalaRoma, Montesilvano                      | Beach World Pescara   | 0 - 3 | Alba           | 21-25, 13-25, 17-25               |
| 5ª Giornata - 1º novembre 2023 PalaGeorge, Montichiari                    | Millenium Brescia     | 3 - 2 | Alba           | 22-25, 19-25, 27-25, 25-17, 15-11 |
| 6ª Giornata - 5 novembre 2023 PalaFrancescucci, Casnate con Bernate       | Alba                  | 3 - 2 | Bologna        | 25-19, 22-25, 25-20, 18-25, 15-12 |
| 7ª Giornata - 12 novembre 2023 Palazzetto dello Sport, Lignano Sabbiadoro | Talmassons            | 3 - 0 | Alba           | 25-19, 25-22, 25-23               |
| 8ª Giornata - 19 novembre 2023 PalaFrancescucci, Casnate con Bernate      | Alba                  | 3 - 0 | Fratte         | 25-19, 25-16, 25-19               |
| 9ª Giornata - 22 novembre 2023 PalaEvangelisti, Perugia                   | Wealth Planet Perugia | 3 - 0 | Alba           | 25-18, 25-21, 25-14               |

#### Girone di ritorno
| 10ª Giornata - 26 novembre 2023 PalaBorsani, Castellanza              | Futura Giovani | 3 - 0 | Alba                  | 25-14, 26-24, 25-21 |
| 11ª Giornata - 3 dicembre 2023 PalaFrancescucci, Casnate con Bernate  | Alba           | 0 - 3 | Sant'Anna             | 20-25, 22-25, 24-26 |
| 12ª Giornata - 10 dicembre 2023 PalaScoppa, Soverato                  | Soverato       | 0 - 3 | Alba                  | 22-25, 21-25, 26-28 |
| 13ª Giornata - 17 dicembre 2023 PalaFrancescucci, Casnate con Bernate | Alba           | 3 - 0 | Beach World Pescara   | 25-19, 25-18, 25-12 |
| 14ª Giornata - 23 dicembre 2023 PalaFrancescucci, Casnate con Bernate | Alba           | 3 - 0 | Millenium Brescia     | 25-19, 25-12, 25-22 |
| 15ª Giornata - 26 dicembre 2023 PalaMarani, Budrio                    | Bologna        | 0 - 3 | Alba                  | 13-25, 23-25, 23-25 |
| 16ª Giornata - 6 gennaio 2024 PalaFrancescucci, Casnate con Bernate   | Alba           | 3 - 0 | Talmassons            | 25-23, 25-10, 25-21 |
| 17ª Giornata - 14 gennaio 2024 Palazzo dello Sport, Trebaseleghe      | Fratte         | 0 - 3 | Alba                  | 22-25, 15-25, 20-25 |
| 18ª Giornata - 21 gennaio 2024 PalaFrancescucci, Casnate con Bernate  | Alba           | 0 - 3 | Wealth Planet Perugia | 27-29, 19-25, 14-25 |

#### Pool promozione
| 1ª Giornata - 28 gennaio 2024 PalaManera, Mondovì                             | Mondovì             | 0 - 3 | Alba                | 20-25, 19-25, 22-25               |
| 2ª Giornata - 4 febbraio 2024 PalaFrancescucci, Casnate con Bernate           | Alba                | 3 - 1 | Adolfo Consolini    | 25-27, 25-21, 25-20, 25-21        |
| 3ª Giornata - 10 febbraio 2024 PalaFontescodella, Macerata                    | Helvia Recina       | 3 - 2 | Alba                | 25-27, 25-17, 25-23, 17-25, 16-14 |
| 4ª Giornata - 14 febbraio 2024 PalaFrancescucci, Casnate con Bernate          | Alba                | 3 - 1 | Montecchio Maggiore | 23-25, 25-10, 25-23, 25-11        |
| 5ª Giornata - 25 febbraio 2024 PalaRadi, Cremona                              | Esperia             | 2 - 3 | Alba                | 20-25, 19-25, 30-28, 25-23, 14-16 |
| 6ª Giornata - 2 marzo 2024 PalaFrancescucci, Casnate con Bernate              | Alba                | 2 - 3 | Mondovì             | 25-23, 25-15, 17-25, 12-25, 10-15 |
| 7ª Giornata - 10 marzo 2024 Palazzetto dello Sport, San Giovanni in Marignano | Adolfo Consolini    | 0 - 3 | Alba                | 22-25, 21-25, 20-25               |
| 8ª Giornata - 16 marzo 2024 PalaFrancescucci, Casnate con Bernate             | Alba                | 0 - 3 | Helvia Recina       | 26-28, 20-25, 17-25               |
| 9ª Giornata - 24 marzo 2024 PalaFerroli, San Bonifacio                        | Montecchio Maggiore | 1 - 3 | Alba                | 21-25, 19-25, 25-21, 23-25        |
| 10ª Giornata - 30 marzo 2024 PalaFrancescucci, Casnate con Bernate            | Alba                | 3 - 0 | Esperia             | 25-19, 25-14, 25-14               |

## Statistiche

### Statistiche di squadra
| Competizione | Punti | In casa | In casa | In casa | In trasferta | In trasferta | In trasferta | Totale | Totale | Totale |
| Competizione | Punti | G       | V       | P       | G            | V            | P            | G      | V      | P      |
| ------------ | ----- | ------- | ------- | ------- | ------------ | ------------ | ------------ | ------ | ------ | ------ |
| Serie A2     | 52    | 14      | 9       | 5       | 14           | 8            | 6            | 28     | 17     | 11     |
| Totale       | -     | 14      | 9       | 5       | 14           | 8            | 6            | 28     | 17     | 11     |

G = partite giocate; V = partite vinte; P = partite perse 

### Statistiche dei giocatori
| Giocatore     | Serie A2 | Serie A2 | Serie A2 | Serie A2 | Serie A2 | Totale | Totale | Totale | Totale | Totale |
| Giocatore     | P        | PT       | AV       | MV       | BV       | P      | PT     | AV     | MV     | BV     |
| ------------- | -------- | -------- | -------- | -------- | -------- | ------ | ------ | ------ | ------ | ------ |
| G. Bernasconi | 8        | 8        | 3        | 3        | 2        | 8      | 8      | 3      | 3      | 2      |
| V. Brandi     | 7        | 1        | 1        | 0        | 0        | 7      | 1      | 1      | 0      | 0      |
| D. Bulaich    | 26       | 316      | 285      | 14       | 17       | 26     | 316    | 285    | 14     | 17     |
| S. Fiori      | 28       | 0        | 0        | 0        | 0        | 28     | 0      | 0      | 0      | 0      |
| M. Longobardi | 27       | 287      | 262      | 7        | 18       | 27     | 287    | 262    | 7      | 18     |
| D. Meli       | 28       | 276      | 182      | 76       | 18       | 28     | 276    | 182    | 76     | 18     |
| C. Nicolini   | 28       | 66       | 25       | 26       | 15       | 28     | 66     | 25     | 26     | 15     |
| G. Patasce    | 12       | 19       | 16       | 2        | 1        | 12     | 19     | 16     | 2      | 1      |
| E. Radice     | 9        | 0        | 0        | 0        | 0        | 9      | 0      | 0      | 0      | 0      |
| M. Veneriano  | 28       | 182      | 113      | 43       | 26       | 28     | 182    | 113    | 43     | 26     |
| C. Zanotto    | 12       | 84       | 75       | 5        | 4        | 12     | 84     | 75     | 5      | 4      |
| E. Zatkovič   | 28       | 397      | 330      | 41       | 26       | 28     | 397    | 330    | 41     | 26     |

P = presenze; PT = punti totali; AV = attacchi vincenti; MV = muri vincenti; BV = battute vincenti